# Верхний Утчан
Верхний Утчан — деревня в Алнашском районе Удмуртии, входит в Ромашкинское сельское поселение. Находится в 6 км к западу от села Алнаши и в 90 км к юго-западу от Ижевска.
Население на 1 января 2008 года — 188 человек.

## История
На 1914 год жители деревни Верхний Утчан (Каръил) Елабужского уезда Вятской губернии числились прихожанами Свято-Троицкой церкви села Алнаши.
В 1921 году, в связи с образованием Вотской автономной области, деревня передана в состав Можгинского уезда. В 1924 году при укрупнении сельсоветов она вошла в состав Вознесенского сельсовета Алнашской волости, а в 1925 году передана в Староутчанский сельсовет. В 1929 году упраздняется уездно-волостное административное деление и деревня причислена к Алнашскому району. В том же году в деревне Верхний Утчан образована сельхозартель (колхоз) «Валче Кужым».
- Замятин Семен Трофимович (1888 г.р.) — кулак.
- Замятин Алексей Трофимович (1892 г.р.) — кулак.
- Замятина Ксения Сидоровна (1878 г.р.) — член семьи кулака.
- Замятина Анисия Федоровна (1896 г.р.) — член семьи кулака.
- Замятина Мария Семеновна (1910 г.р.) — член семьи кулака.
- Замятина Дария Семеновна (1919 г.р.) — член семьи кулака.
- Замятин Григорий Алексеевич (1922 г.р.) — член семьи кулака.
- Замятин Николай Алексеевич (1925 г.р.) — член семьи кулака.
- Замятина Ефимия Алексеевна (1928 г.р.) — член семьи кулака.
- Замятин Лазарь Павлович (1930 г.р.) — член семьи кулака.
- Зернов Александр Иванович (1882 г.р.) — кулак.
- Зернова Евдокия Анисимовна (1878 г.р.) — член семьи кулака.
- Зернова Аксинья Демидовна (1908 г.р.) — член семьи кулака.
- Зернов Дмитрий Александрович (1910 г.р.) — член семьи кулака.
- Зернов Иван Дмитриевич (1932 г.р.) — член семьи кулака.

В 1950 году проводится укрупнение сельхозартелей, колхозы нескольких соседних деревень, в том числе колхоз деревни Верхний Утчан, объединены в один колхоз «имени Мичурина», центральная усадьба которого размещена в деревне Новый Утчан. В апреле 1958 года колхоз вошёл в состав объединенного колхоза «Большевик», с центральной усадьбой в селе Алнаши. В том же году деревня перечислена в Алнашский сельсовет.
В 1991 году Алнашский сельсовет разделён на Алнашский и Ромашкинский сельсоветы, деревня передана в состав нового сельсовета. 16 ноября 2004 года Ромашкинский сельсовет был преобразован в муниципальное образование «Ромашкинское» и наделён статусом сельского поселения.